# David Wayne (attore)
David Wayne, pseudonimo di Wayne David McKeekan (Traverse City, 30 gennaio 1914 – Santa Monica, 9 febbraio 1995), è stato un attore statunitense.

## Biografia
Figlio di Helen Matilda Mason e John David McMeekan, perse la madre a soli quattro anni. Cresciuto nel Michigan, fu attivo sulle scene teatrali di Broadway fin dal 1938, poi si arruolò volontario come autista d'ambulanza durante la seconda guerra mondiale, per la British Army in Nord Africa, per poi arruolarsi nella United States Army quando gli USA entrarono in guerra. Raggiunse il primo grande successo nel 1947 con la commedia Finian's Rainbow, che gli valse il Theatre World Award e il premio Tony Award al miglior attore non protagonista in uno spettacolo.
Il debutto nel cinema risale al 1949 con il ruolo di coprotagonista di Joseph Cotten nel film Il ritratto di Jennie. Dello stesso anno è la partecipazione alla commedia La costola di Adamo di George Cukor, nella quale Wayne interpretò il brillante coprotagonista di Spencer Tracy, Katharine Hepburn e Judy Holliday. Tuttavia fu il teatro a continuare a dargli le maggiori soddisfazioni professionali, in particolare grazie al ruolo del marinaio Pulver in Mister Roberts, che l'attore interpretò a Broadway dal 1948 al 1951 al fianco di Henry Fonda, e alla parte di Sakini in La casa da tè alla luna d'agosto, ruolo che verrà rilevato da Marlon Brando nella versione cinematografica del 1956.
Il successo teatrale non impedì a Wayne di continuare a frequentare i set cinematografici. Nella prima metà degli anni cinquanta recitò più volte a fianco della giovane Marilyn Monroe, nei film L'affascinante bugiardo (1951), Matrimoni a sorpresa (1952), La giostra umana (1953) e Come sposare un milionario (1953), e fu il coprotagonista maschile di Frank Sinatra nella commedia Il fidanzato di tutte (1955) e di Joanne Woodward nel dramma La donna dai tre volti (1957).
Impegnato sui palcoscenici di Broadway durante tutti gli anni sessanta, fino al musical The Happy Time (1968), Wayne lavorò ancora sporadicamente per il cinema. Tra i film da lui interpretati, da ricordare il fantascientifico Andromeda, tratto da un racconto di Michael Crichton, e la commedia Prima pagina (1974) di Billy Wilder, accanto a Jack Lemmon e Walter Matthau.
Wayne è conosciuto dal pubblico televisivo per il ruolo del Cappellaio Matto nella serie Batman (1966-1967), e soprattutto per il personaggio dell'ispettore Richard Queen, anziano e incorruttibile poliziotto newyorkese, nella serie televisiva Ellery Queen, che interpretò nella stagione 1975-1976 al fianco dell'attore Jim Hutton, e per il ruolo del dottor Amos Weatherby nella sitcom Visite a domicilio, in onda per 57 episodi dal 1979 al 1982.
È morto nel 1995, a 81 anni, per un cancro ai polmoni.

## Filmografia parziale

### Cinema

#### Attore
- Il ritratto di Jennie (Portrait of Jennie), regia di William Dieterle (1948)
- La costola di Adamo (Adam's Rib), regia di George Cukor (1949)
- Testa rossa (The Reformer and the Redhead), regia di Melvin Frank e Norman Panama (1950)
- Una famiglia sottosopra (Stella), regia di Claude Binyon (1950)
- Per noi due il paradiso (My Blue Heaven), regia di Henry Koster (1950)
- Marmittoni al fronte (Up Front), regia di Alexander Hall (1951)
- M, regia di Joseph Losey (1951)
- L'affascinante bugiardo (As Young as You Feel), regia di Harmon Jones (1951)
- La dominatrice del destino (With a Song in My Heart), regia di Walter Lang (1952)
- Wait Till the Sun Shines, Nellie, regia di Henry King (1952)
- Matrimoni a sorpresa (We're Not Married!), regia di Edmund Goulding (1952)
- La giostra umana (O. Henry's Full House), regia di Henry Hathaway e Howard Hawks (1952)
- The I Don't Care Girl, regia di Lloyd Bacon (1953)
- Parata di splendore (Tonight We Sing), regia di Mitchell Leisen (1953)
- Come sposare un milionario (How to Marry a Millionaire), regia di Jean Negulesco (1953)
- Down Among the Sheltering Palms, regia di Edmund Goulding (1953)
- Operazione mistero (Hell and High Water), regia di Samuel Fuller (1954)
- Il fidanzato di tutte (The Tender Trap), regia di Charles Walters (1955)
- Colline nude (The Naked Hills), regia di Josef Shaftel (1956)
- La donna dai tre volti (The Three Faces of Eve), regia di Nunnally Johnson (1957)
- Il marmittone (The Sad Sack), regia di George Marshall (1958)
- Addio dottor Abelman! (The Last Angry Man), regia di Daniel Mann (1959)
- Anatomy of an Accident, regia di LeRoy Prinz (1961)
- Il grosso rischio (The Big Gamble), regia di Richard Fleischer ed Elmo Williams (1961)
- Andromeda (The Andromeda Strain), regia di Robert Wise (1971)
- Prima pagina (The Front Page), regia di Billy Wilder (1974)
- La banda delle frittelle di mele (The Apple Dumpling Gang), regia di Norman Tokar (1975)
- Il treno più pazzo del mondo (Finders Keepers), regia di Richard Lester (1984)
- Il sopravvissuto (The Survivalist), regia di Sig Shore (1987)

### Televisione
- The Alcoa Hour – serie TV, episodio 2x04 (1956)
- General Electric Theater – serie TV, episodi 6x04-8x25 (1957-1960)
- Alfred Hitchcock presenta (Alfred Hitchcock Presents) – serie TV, episodio 2x28  (1957)
- The DuPont Show of the Month – serie TV, episodio 1x04 (1957)
- Ai confini della realtà (The Twilight Zone) – serie TV, episodio 1x06 (1959)
- Outlaws – serie TV, episodi 1x18-2x08 (1961)
- L'ora di Hitchcock (The Alfred Hitchcock Hour) – serie TV, episodio 1x15 (1963)
- Il virginiano (The Virginian) – serie TV, episodio 1x21 (1963)
- The Dick Powell Show – serie TV, episodio 2x21 (1963)
- La legge di Burke (Burke's Law) – serie TV, episodio 2x04 (1964)
- Mr. Broadway – serie TV, episodio 1x13 (1964)
- Batman – serie TV, 4 episodi (1966-1967)
- Mistero in galleria (Night Gallery) – serie TV, 1 episodio (1971)
- Questa sì che è vita (The Good Life) – serie TV, 15 episodi (1971-1972)
- Le strade di San Francisco (The Streets of San Francisco) – serie TV, 1 episodio (1972)
- Ironside – serie TV, 1 episodio (1973)
- Gunsmoke – serie TV, 2 episodi (1973-1975)
- Ellery Queen – serie TV, 23 episodi (1975-1976)
- Dallas – serie TV, 4 episodi (1978)
- La famiglia Bradford (Eight Is Enough) – serie TV, 2 episodi (1979)
- Visite a domicilio (House Calls) – serie TV, 57 episodi (1979-1982)
- Matt Houston – serie TV, 3 episodi (1983-1984)
- La signora in giallo (Murder, She Wrote) – serie TV, episodio 1x18 (1985)
- Love Boat (The Love Boat) – serie TV, 2 episodi (1983-1985)

#### Doppiatore
- Tubby the Tuba, regia di Alexander Schure (1975)

## Riconoscimenti
- Tony Award
  - 1947 – Migliore interpretazione in un film musical per Finian's Rainbow

## Doppiatori italiani
Nelle versioni in italiano delle opere in cui ha recitato, David Wayne è stato doppiato da:
- Stefano Sibaldi in La costola di Adamo, Matrimoni a sorpresa, Come sposare un milionario, Il ritratto di Jennie
- Arturo Dominici in Ellery Queen (1ª edizione), La famiglia Bradford
- Sergio Fiorentini in Visite a domicilio, Le strade di San Francisco
- Antonio Guidi in Prima pagina
- Bruno Persa in Ellery Queen (episodio pilota)
- Diego Michelotti in Ellery Queen (2ª edizione)
- Giuseppe Fortis in La signora in giallo